# State Farm Stadium
El State Farm Stadium es un estadio de fútbol americano y fútbol ubicado en la ciudad de Glendale, Arizona, Estados Unidos. Alberga los partidos que disputa como local los Arizona Cardinals y tiene una capacidad para 63 400 espectadores. Fue inaugurado el 1 de agosto de 2006 con el nombre de Cardinals Stadium, aunque en septiembre de ese mismo año la Universidad de Phoenix adquirió los derechos de nombre del estadio, que pasó a denominarse University of Phoenix Stadium.
Ha sido sede del Super Bowl XLII en 2008, del Super Bowl XLIX en 2015 y del Super Bowl LVII en 2023, el BCS National Championship Game de 2011, el College Football Playoff National Championship de 2016, el Fiesta Bowl desde 2006, la Copa de Oro de la Concacaf en 2009, 2015 y 2019, y de la Copa América Centenario.

## Historia
El estadio, con capacidad para 63 400 espectadores (ampliable a 73 719), fue inaugurado oficialmente el 1 de agosto de 2006, después de 3 años de construcción. Está considerado un icono arquitectónico en la región, y fue nombrado por la prestigiosa revista Business Week como uno de los 10 estadios deportivos más impresionantes del mundo, al combinar su techo retráctil con el terreno de juego de hierba natural. Es el único estadio estadounidense citado en dicha lista.
El primer partido de pretemporada se jugó el 12 de agosto de 2006 entre los Cardinals y los Pittsburgh Steelers, ganando los primeros por 21-13, mientras que el primer partido oficial se disputó el 10 de septiembre de ese mismo año ante San Francisco 49ers. el aire acondicionado del estadio ha hecho posible desde entonces poder jugar en casa a los Cardinals en la jornada inaugural, algo que no sucedía desde que el equipo se trasladó a Arizona en 1988, debido a las altísimas temperaturas.
El 28 de marzo de 2010 WrestleMania XXVI se celebró en este estadio, con un récord de 72 219 asistentes.

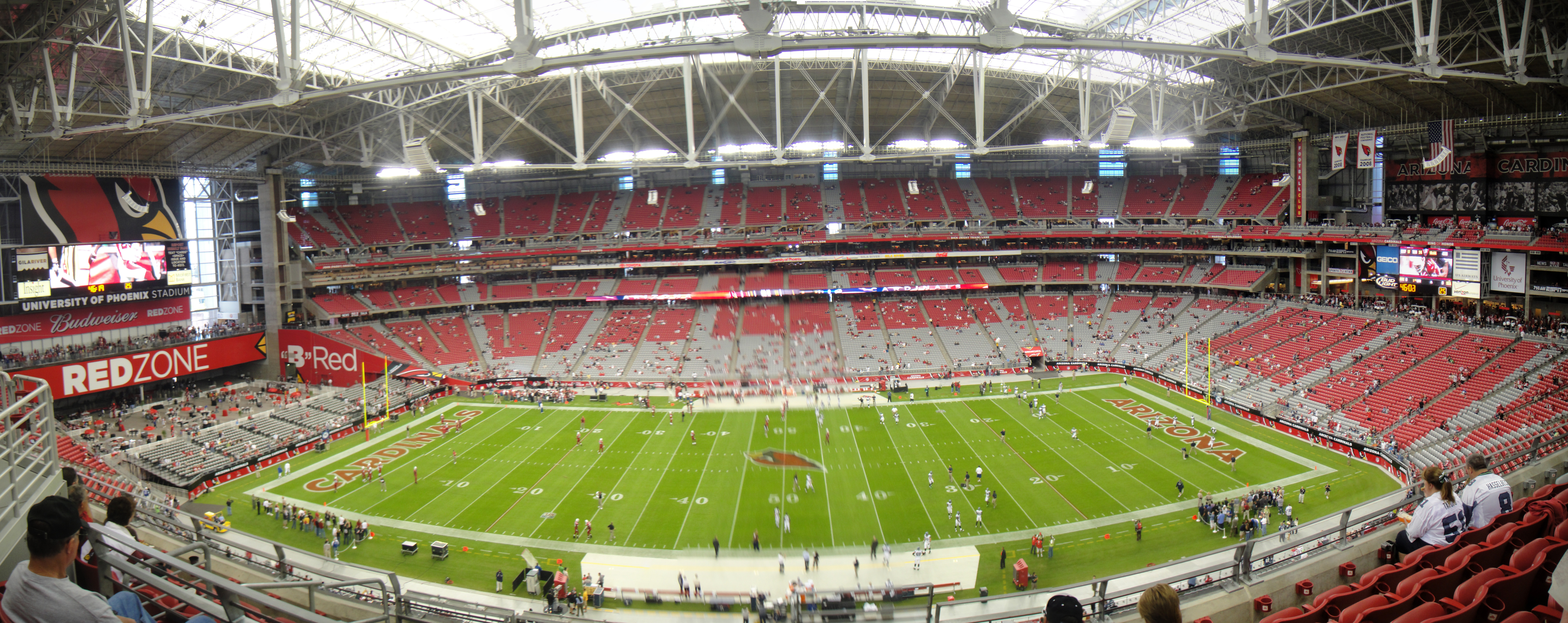
Panorámica del estadio.

## Resultados en eventos de importancia

### Super Bowls
| Fecha                 | Super Bowl | Equipo               | Puntos | Equipo               | Puntos | Asistencia |
| --------------------- | ---------- | -------------------- | ------ | -------------------- | ------ | ---------- |
| 3 de febrero de 2008  | XLII       | New York Giants      | 17     | New England Patriots | 14     | 71 101     |
| 1 de febrero de 2015  | XLIX       | New England Patriots | 28     | Seattle Seahawks     | 24     | 70 288     |
| 12 de febrero de 2023 | LVII       | Kansas City Chiefs   | 38     | Philadelphia Eagles  | 35     | 67 827     |

### Copa de Oro de la Concacaf 2015
| Fecha               | Fase         | Equipo            |                              | Resultado |                   | Equipo | Espectadores |
| ------------------- | ------------ | ----------------- | ---------------------------- | --------- | ----------------- | ------ | ------------ |
| 12 de julio de 2015 | Primera fase | Trinidad y Tobago | Bandera de Trinidad y Tobago | 2;0       | Bandera de Cuba   | Cuba   | 44 008       |
| 12 de julio de 2015 | Primera fase | Guatemala         | Bandera de Guatemala         | 0:0       | Bandera de México | México | 33 284       |

### Copa América Centenario
| Fecha               | Fase          | Equipo         |                           | Resultado |                     | Equipo   | Espectadores |
| ------------------- | ------------- | -------------- | ------------------------- | --------- | ------------------- | -------- | ------------ |
| 5 de junio de 2016  | Primera fase  | México         | Bandera de México         | 3:1       | Bandera de Uruguay  | Uruguay  | 60 025       |
| 8 de junio de 2016  | Primera fase  | Ecuador        | Bandera de Ecuador        | 2:2       | Bandera de Perú     | Perú     | 11 937       |
| 25 de junio de 2016 | Tercer puesto | Estados Unidos | Bandera de Estados Unidos | 0:1       | Bandera de Colombia | Colombia | 51 359       |

### Copa América 2024
| Fecha               | Fase                     | Equipo   |                     | Resultado |                       | Equipo     | Espectadores |
| ------------------- | ------------------------ | -------- | ------------------- | --------- | --------------------- | ---------- | ------------ |
| 28 de junio de 2024 | Fase de grupos - Grupo D | Colombia | Bandera de Colombia | 3:0       | Bandera de Costa Rica | Costa Rica | 27 386       |
| 30 de junio de 2024 | Fase de grupos - Grupo B | México   | Bandera de México   | 0:0       | Bandera de Ecuador    | Ecuador    | 62 565       |
| 6 de julio de 2024  | Cuartos de final         | Colombia | Bandera de Colombia | 5:0       | Bandera de Panamá     | Panamá     | 39 740       |